# Église de Rautavaara
L'église de Rautavaara (en finnois : Rautavaaran kirkko) est une église située à Rautavaara en Finlande.

## Présentation

### La première église
La première église est construite en 1827 selon les plans de Charles Bassi. Elle a 1000 sièges. L'église est détruite par un incendie le 4 avril 1979, seul le clocher échappe à la destruction.

### L'église actuelle
L'église actuelle conçue par le cabinet d'architectes Aartelo & Piironen est construite à l'emplacement de la précédente. 
Elle est inaugurée en 1982. 
Elle peut recevoir 460 personnes.
Les orgues à 18 jeux sont de la fabrique d'orgues Tuomi. 
La sculpture de l'autel intitulée "Le désert du Christ" est l'œuvre de Anu Matilainen.

## Galerie

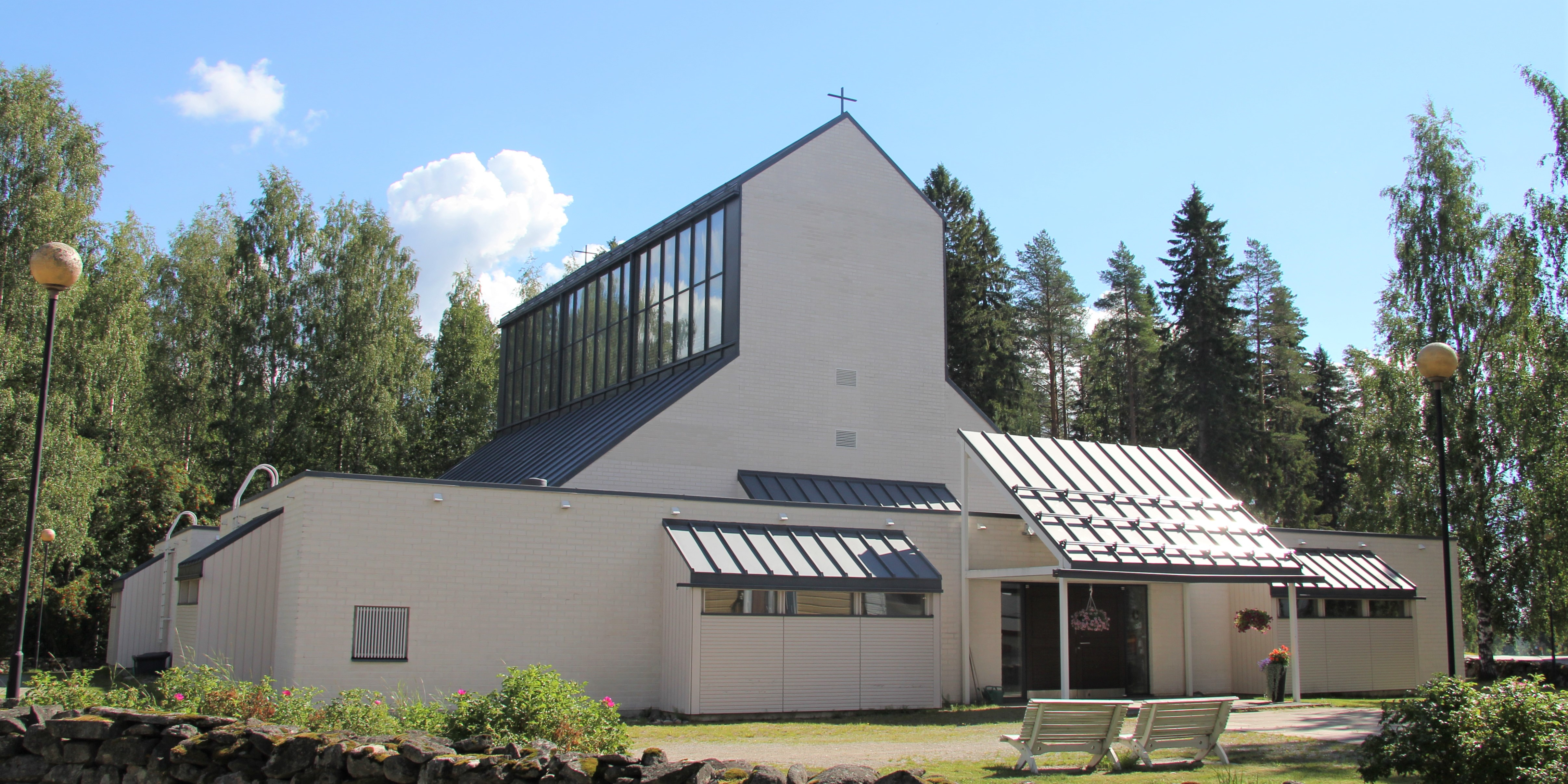
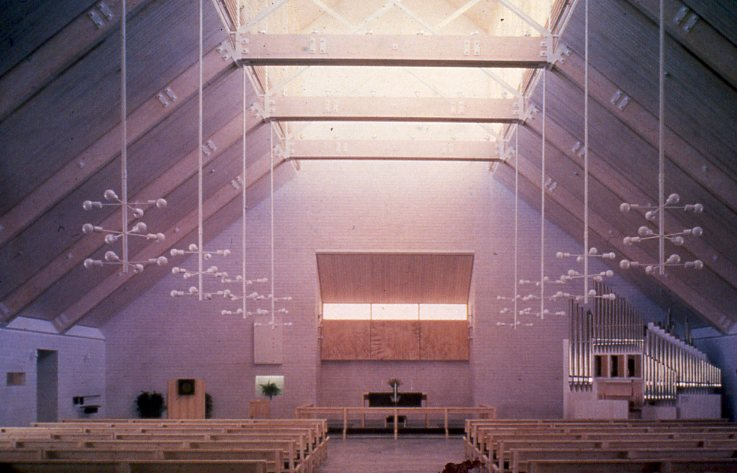